# Ramularia primulae
Ramularia primulae je houba větevnatka, která způsobuje rostlinné choroby. Napadá listy některých prvosenek.